# Palazzo Comunale (Pienza)
Il Palazzo Comunale di Pienza o Palazzo Pretorio, già Palazzo Pubblico, è l'antica residenza dei Priori e si trova sulla Piazza Pio II, di fronte al Duomo.

## Caratteristiche del Palazzo
Il Palazzo, forse disegnato da Bernardo Rossellino ma rimaneggiato nel 1900, si caratterizza per il portico a tre archi che poggiano su colonne di ordine ionico. 
La facciata, tutta in travertino, è aperta superiormente da quattro bifore e presenta una torre con orologio costruita in cotto, con finestre lunghe e coronata da un doppio ordine di merli. All'interno del portico la facciata risulta adornata da graffiti e dagli stemmi in pietra dei vari Podestà che vi dimorarono, oltre a quelli del Papa Pio II Piccolomini, della Provincia e del Comune di Pienza.
Sulla sinistra del Palazzo è interessante notare una casetta del '400 con i fianchi a sporti, che affaccia sulla via Marconi.
All'interno del Palazzo, nella Sala del Consiglio, è presente un affresco di Scuola senese del '400 che raffigura la Madonna col Bambino e i Patroni di Pienza (San Vito, San Modesto e San Matteo).